# Ilha Quiriquina

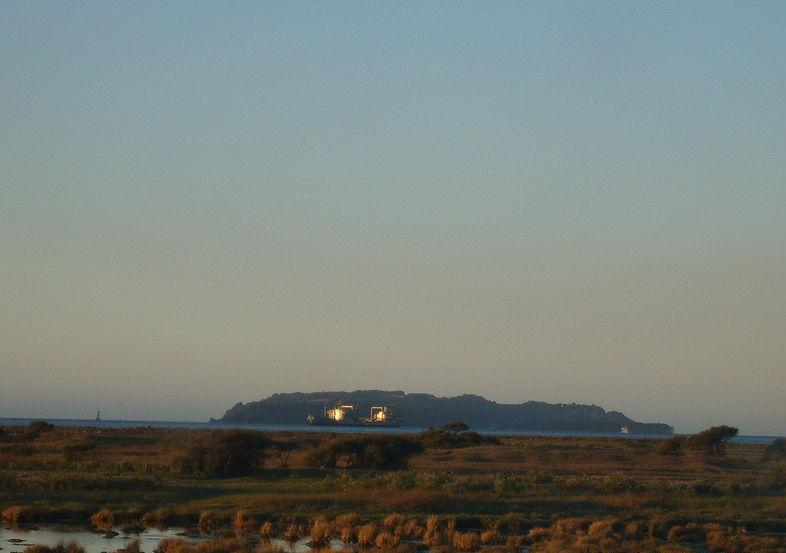
A Ilha Quiriquina, território insular de Talcahuano.

A Ilha Quiriquina (em espanhol: Isla Quiriquina; pronuncia-se /ki.ɾi'ki.na/ nessa língua) é o território insular da comuna de Talcahuano, na província de Concepción, Chile. Localiza-se a nordeste da península de Talcahuano, na Baía de Concepción.
A Ilha Quiriquina está localizada paralela à Península de Tumbes, no Oceano Pacífico, na abertura da baía de Talcahuano, na costa de Enseada Tumbes e a cidade na província de Concepción. A ilha é de cerca de quatro quilômetros de comprimento e 500 metros de largura. Subjaz a Escola de Grumetes, um casino, um ginásio, os instrutores da casa de residência, etc.
Esta ilha é administrada pela Armada do Chile, e cumpre o rol de sede para a Escola de discípulo-marinheiro Alejandro Navarrete Cisternas.

## Etimologia
Quiriquina (também Quiriquina na ortografia portuguesa), é uma palavra do mapudungun, e significa: "muitos turdus".

## História

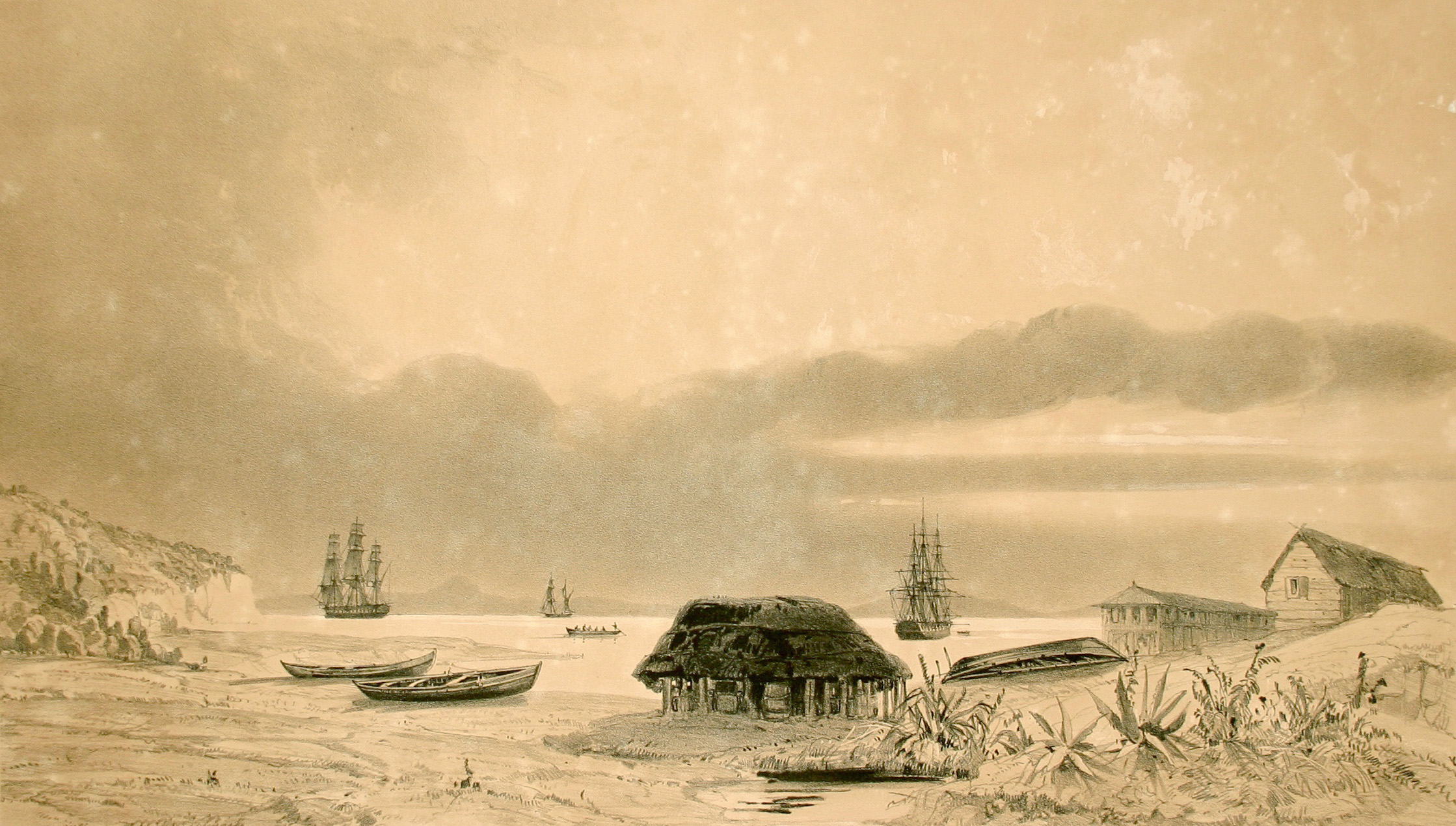
Lares dos baleeiros da Ilha Quiriquina em 1846. Obra do francês Louis Le Breton (1818–1866).